# Matelea grenandii
Matelea grenandii är en oleanderväxtart som beskrevs av G. Morillo. Matelea grenandii ingår i släktet Matelea och familjen oleanderväxter. Inga underarter finns listade i Catalogue of Life.